# Mervyn Dymally
Mervyn Malcolm Dymally (ur. 12 maja 1926 w Cedros w Trynidad i Tobago, zm. 7 października 2012 w Los Angeles) – amerykański polityk, członek Partii Demokratycznej.

## Działalność polityczna
Od 1963 do 1966 zasiadał w Zgromadzeniu Stanowym Kalifornii, a następnie do 1975 w Senacie stanu Kalifornia. W okresie od 6 stycznia 1975 do 8 stycznia 1979 był zastępcą gubernatora Kalifornii Jerry'ego Browna. W okresie od 3 stycznia 1981 do 3 stycznia 1993 przez sześć kadencji był przedstawicielem 31. okręgu wyborczego w stanie Kalifornia w Izbie Reprezentantów Stanów Zjednoczonych. Od 2002 do 2008 ponownie zasiadał w Zgromadzeniu Stanowym Kalifornii.